# Fanny (1961)
Fanny ist ein US-amerikanisches Filmdrama aus dem Jahre 1961. Das Drehbuch basiert auf einer Romantrilogie von Marcel Pagnol und dem gleichnamigen Musical von Harold Rome.

## Handlung
Honorine ist eine arme Fischhändlerin, die im Marseille der 1930er Jahre lebt. Ihre Tochter Fanny liebt Marius, den Sohn des Kneipiers César. Marius Wunsch ist es, zur See zu fahren. Heimlich hat er sich auf einem Schoner anheuern lassen, der zu den Inseln unter dem Winde fährt. Am Vorabend seiner Abreise verbringen er und Fanny die Nacht miteinander. Am nächsten Morgen ist Marius sich seiner Sache nicht mehr sicher und will bei Fanny bleiben. Doch die ahnt, dass er an Land nicht glücklich werden wird und schickt ihn los, damit er das Schiff erreicht.
Einige Wochen später erfährt Fanny, dass sie schwanger ist. Sie wendet sich dem älteren verwitweten Segelhändler Panisse zu, der recht wohlhabend ist. Panisse ist glücklich, eine Frau zu haben, die einen Sohn gebären wird, der seine Geschäfte weiterführen kann. Nach einem Jahr kehrt Marius zurück, der von seinem Ziel enttäuscht ist. In Marseille versucht er, das Sorgerecht für seinen Sohn Cesario zu erlangen. Fanny und César erklären ihm, dass der Junge zu Panisse gehört, der für ihn wie ein richtiger Vater ist. Wieder verlässt Marius Marseille. Diesmal arbeitet er als Werkstattmechaniker in einer nahen Stadt.
Nach Jahren entwickelt der kleine Cesario die gleiche Vorliebe für das Meer wie sein leiblicher Vater. An seinem neunten Geburtstag nimmt ihn ein Freund von Marius mit zu seinem Vater. Fanny fährt hinterher und erklärt Marius, dass Panisse im Sterben liege. Auf dem Sterbebett diktiert Panisse César einen Brief, in dem er Marius fragt, ob er Fanny heiraten will.

## Kritiken
Der US-amerikanische Kritik-Aggregator Rotten Tomatoes erfasste 80 % wohlwollende Kritiken.
Das Lexikon des internationalen Films bezeichnet den Film als „etwas oberflächlich-gefühlige amerikanische Fassung mit hervorragenden Darstellern.“
Bosley Crowther von der New York Times schreibt, Joshua Logan machte das Bühnenstück zu einem herzerwärmenden und entzückenden Film.
Die Variety bezeichnet den Film als geschickte Adaption. Besonders die Arbeit von Kameramann Cardiff sei enorm.
Der „TimeOut Filmguide“ hingegen bezeichnet den Film als sonderbar. Ungeniert sei die Komposition Harold Romes geschnitten. Pagnols Trilogie sei zu einer Romanze plump degradiert worden. Beides sei furchtbar und dumm. Nur Cardiffs Kameraarbeit rage heraus.

## Auszeichnungen
Der Film wurde für mehrere Filmpreise nominiert, gewann aber keinen von ihnen. Nominiert wurde er für den Oscar in den Kategorien Bester Film, Bester Hauptdarsteller (Charles Boyer), Beste Farbkamera (Jack Cardiff), Bester Schnitt (William Reynolds) und Beste Filmmusik (Morris Stoloff und Harry Sukman).
Nominierungen für den Golden Globe bekam er in den Kategorien Bester Film (Drama), Bester Hauptdarsteller (Drama) (Maurice Chevalier), Beste Hauptdarstellerin (Drama) (Leslie Caron) und Beste Filmmusik (Harold Rome).
Bei der Verleihung des Laurel Award erreichte Jack Cardiff für seine Kameraarbeit den 3. Platz, der Film selber den 4. Platz und Leslie Caron und Charles Boyer als Hauptdarsteller jeweils den 5. Platz.
Weitere Nominierungen gab es für den Eddie, der Auszeichnung der American Cinema Editors, Den DGA-Award der Directors Guild of America und den WGA-Award der Writers Guild of America.
Anmerkung: Die Differenzen zwischen den Nominierungen bei Oscar und Golden Globe (Hauptdarsteller und Filmmusik) sind damit zu erklären, dass man bei der Verleihung des Golden Globes Maurice Chevalier als Hauptdarsteller ansah, weil sein Freund Charles Boyer eine dreijährige Pause eingelegt hatte, während Chevalier und Caron durch den Kinoerfolg Gigi sehr bekannt waren. Harold Rome wurde für seine Songs, die er für das Musical schrieb, nominiert, während bei der Oscarverleihung Morris Stoloff als Orchesterleiter und Harry Sukman für die musikalische Adaption nominiert wurden.

## Hintergrund
Geografischer Mittelpunkt der Geschichte ist die Bar de la Marine und der ihr vorgelagerte Platz am Alten Hafen von Marseille. Die imaginäre Bar befand sich auf der Nordseite des Alten Hafens (am Quai du Port), unweit der im Quartier du Panier gelegenen Place de Lenche, während es auf der gegenüberliegenden Seite des Alten Hafens (unter Nummer 15 am Quai de Rive Neuve) heute tatsächlich eine gleichnamige Bar gibt. Diese wiederum war einer der Originalschauplätze in dem 2003 produzierten Film Tatsächlich… Liebe.
Seine Premiere hatte der Film am 28. Juni 1961. In Deutschland kam er am 15. Dezember des gleichen Jahres in die Kinos.
Gedreht wurde an Originalschauplätzen in Marseille und Cassis. Der Film spielte ca. 4,5 Millionen US-Dollar ein.
Zu Schwierigkeiten kam es wegen des Alters der Protagonisten. Marius ist im Film 19, Fanny 17 Jahre alt. Die Darsteller Horst Buchholz hingegen 28, Leslie Caron sogar 30.

## Weitere Verfilmungen
- 1931: Zum goldenen Anker von Alexander Korda, mit Albert Bassermann – Deutschland
- 1931: Marius von Alexander Korda, mit Raimu – USA/Frankreich
- 1932: Fanny von Marc Allégret, mit Raimu – Frankreich
- 1933: Fanny von Mario Almirante, mit Dria Paola – Italien
- 1934: Der schwarze Walfisch von Fritz Wendhausen, mit Emil Jannings – Deutschland
- 1936: César von Marcel Pagnol, mit Raimu – Frankreich
- 1938: Port of Seven Seas von James Whale, mit Wallace Beery – USA
- 2000: La trilogie marseillaise: Marius, La trilogie marseillaise: Fanny, La trilogie marseillaise: César von Nicolas Ribowski, mit Roger Hanin – Frankreich/Belgien
- 2008: Marius et Fanny von Gilles Amado, Opernfilm mit Angela Gheorghiu – Frankreich